# وست‌لاک
وست‌لاک (به انگلیسی: Westlock) یک منطقهٔ مسکونی در کانادا است که در آلبرتا واقع شده‌است. وست‌لاک ۵٬۱۰۱ نفر جمعیت دارد و ۶۴۸ متر بالاتر از سطح دریا واقع شده‌است.